# Contea di Pittsylvania
La contea di Pittsylvania ( in inglese Pittsylvania County ) è una contea dello Stato della Virginia, negli Stati Uniti. La popolazione al censimento del 2000 era di 61 745 abitanti. Il capoluogo di contea è Chatham.